# Milton Friedman
Milton Friedman (Nova Iorque, 31 de julho de 1912 — São Francisco, 16 de novembro de 2006) foi um economista e estatístico americano que recebeu o Prêmio Nobel de Ciências Econômicas de 1976 por sua pesquisa sobre consumo, história e teoria monetária e a complexidade da política de estabilização. Com George Stigler, Friedman foi um dos líderes intelectuais da escola de Chicago, uma escola neoclássica de pensamento econômico associada ao trabalho do corpo docente da Universidade de Chicago, que rejeitou o keynesianismo em favor do monetarismo até meados da década de 1970, quando se voltou para a nova macroeconomia clássica, fortemente baseada no conceito de expectativas racionais. Vários estudantes, jovens professores e acadêmicos que foram recrutados ou orientados por Friedman em Chicago tornaram-se economistas de destaque, incluindo Gary Becker, Robert Fogel, e Robert Lucas Jr.
As contestações de Friedman ao que ele chamou de "teoria keynesiana ingênua" começaram com a sua análise do consumo, que acompanha o gasto dos consumidores. Ele introduziu a teoria da suavização do consumo, que mais tarde se tornaria parte da economia ortodoxa. Durante a década de 1960, ele tornou-se o principal opositor das políticas governamentais keynesianas, e descreveu sua abordagem (assim como a economia mainstream) como uma que usava uma "linguagem e aparato keynesianos", mas rejeitava suas conclusões iniciais. Ele teorizou que existia uma taxa natural de desemprego e argumentou que o desemprego abaixo dessa taxa causaria uma aceleração da inflação. Ele argumentou que, devido à taxa natural de desemprego, a curva de Phillips seria, a longo prazo, vertical e previu o que viria a ser conhecido como estagflação. Friedman defendeu uma teoria macroeconômica conhecida como monetarismo e argumentou que uma expansão constante e pequena da oferta de moeda era uma política melhor do que uma com mudanças rápidas e inesperadas. Suas ideias sobre política monetária, tributação, privatização e desregulamentação influenciaram as políticas governamentais, especialmente durante a década de 1980. O monetarismo influenciou a política monetária do Federal Reserve (FED) na resposta à crise financeira de 2007-2008.
Após aposentar-se da Universidade de Chicago em 1977 e tornar-se professor emérito de economia em 1983, Friedman serviu como conselheiro do presidente republicano dos EUA Ronald Reagan e da primeira-ministra conservadora britânica Margaret Thatcher. Sua filosofia política exaltava as virtudes de um sistema econômico de livre-mercado com intervenção governamental mínima em questões sociais. No seu livro de 1962, Capitalism and Freedom, Friedman defendeu políticas como um exército voluntário, taxas de câmbio flutuantes, abolição de licenças médicas, um imposto de renda negativo, voucher escolar, e apoio às políticas de liberalização das drogas. Seu apoio à liberdade de escolha escolar o levou a fundar a Fundação Friedman para a Escolha Educacional, mais tarde renomeada EdChoice.
As obras de Friedman abrangem uma ampla gama de tópicos econômicos e de políticas públicas. Seus livros e ensaios tiveram influência global, inclusive em antigos estados comunistas. Uma pesquisa realizada em 2011 com economistas, encomendada pela EJW, classificou Friedman como o segundo economista mais popular do século XX, atrás apenas de John Maynard Keynes. Após sua morte, The Economist o descreveu como "o economista mais influente da segunda metade do século XX [...] possivelmente de todo ele".

## Primeiros anos

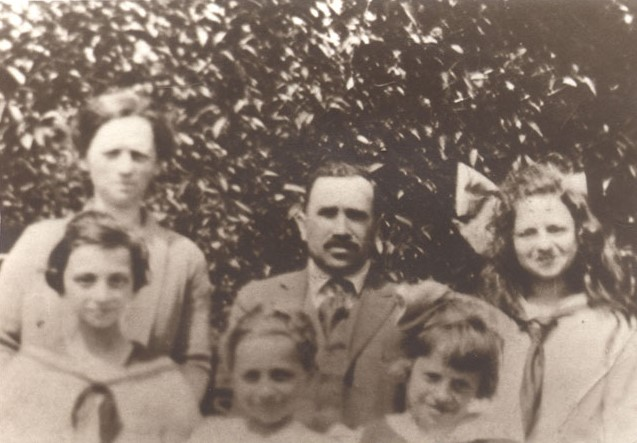
Família Friedman, com Milton ao meio da fileira de baixo

Friedman nasceu no Brooklyn, Nova York, em 31 de julho de 1912. Seus pais, Sára Ethel (nascida Landau) e Jenő Saul Friedman, eram imigrantes judeus da classe trabalhadora de Beregszász na Rutênia dos Cárpatos, Reino da Hungria (hoje Berehove na Ucrânia). Eles emigraram para a América no início da adolescência. Ambos trabalhavam como comerciantes. Friedman era seu quarto filho e único filho homem, além de ser o mais novo. Pouco depois de seu nascimento, a família mudou-se para Rahway, Nova Jersey. Seu pai, Jenő Saul Friedman, morreu durante o último ano do ensino médio de Friedman, deixando sua mãe aos seus cuidados e de duas irmãs mais velhas.
No início da adolescência, Friedman sofreu um acidente de carro, que deixou cicatrizes no lábio superior. Estudante talentoso e leitor ávido, Friedman formou-se na Rahway High School em 1928, pouco antes de seu aniversário de 16 anos. Ele foi o primeiro da família a frequentar uma universidade. Friedman recebeu uma bolsa de méritos acadêmicos da Universidade Rutgers e formou-se em 1932.
Friedman pretendia inicialmente tornar-se um atuário ou um matemático, no entanto, o estado da economia, que neste momento se encontrava em recessão, convenceu-o a tornar-se um economista. Foram-lhe oferecidas duas bolsas para fazer pós-graduação, uma em matemática na Universidade Brown e outra em economia na Universidade de Chicago. Friedman escolheu a última opção, obtendo o título de Mestre em Artes em 1933. Ele foi fortemente influenciado por Jacob Viner, Frank Knight e Henry Simons. Friedman conheceu sua futura esposa, a economista Rose Director, enquanto estava na Universidade de Chicago. Friedman também foi aluno de Friedrich Hayek.
Durante o ano acadêmico de 1933-1934, ele foi bolsista na Universidade de Columbia, onde estudou estatística com Harold Hotelling. Ele voltou a Chicago para o ano acadêmico seguinte, trabalhando como assistente de pesquisa de Henry Schultz, que estava então trabalhando no livro Theory and Measurement of Demand. Durante este ano, Friedman formou o que mais tarde se tornaria uma amizade para toda a vida com George Stigler e W. Allen Wallis, ambos os quais lecionariam com ele na Universidade de Chicago. Friedman também foi influenciado por dois amigos de longa data, Arthur Burns e Homer Johnson. Eles ajudaram Friedman a compreender melhor a profundidade do pensamento econômico.

## Serviço público
Friedman não conseguiu encontrar emprego no meio acadêmico, por isso, em 1935, seguiu o seu amigo W. Allen Wallis para Washington, DC, onde o New Deal de Franklin D. Roosevelt foi "um salva-vidas" para muitos jovens economistas. Nesta fase, Friedman disse que ele e a sua esposa "consideravam os programas de criação de emprego, como o WPA, o CCC e o PWA, respostas adequadas à uma situação crítica", mas não "as medidas de fixação de preços e salários da Administração de Recuperação Nacional e da Administração de Ajuste Agrícola". Prenunciando suas ideias posteriores, ele acreditava que controles de preços interferiam em um mecanismo de sinalização essencial que ajudava os recursos a serem usados onde eram mais valorizados. Na verdade, Friedman concluiu mais tarde que toda a intervenção governamental associada ao New Deal era "a cura errada para a doença errada", argumentando que o Federal Reserve era a culpado e que eles deveriam ter expandido a oferta de moeda em reação à "Grande Contração", mais tarde assim descrita por ele em A Monetary History of the United States. No livro, Friedman e sua colega Anna Schwartz argumentaram que a Grande Depressão foi causada por uma severa contração monetária devido a crises bancárias e políticas equivocadas por parte do Federal Reserve. Robert J. Shiller descreve o livro como o “relato mais influente” sobre a Grande Depressão. Em 1935, ele começou a trabalhar para o National Resources Planning Board, que estava então trabalhando em uma grande pesquisa de orçamento do consumidor. As ideias deste projeto mais tarde se tornaram parte de sua Theory of the Consumption Function (Teoria da Função de Consumo), um livro que descreveu pela primeira vez a suavização do consumo e a hipótese de renda permanente.
Friedman começou a trabalhar no National Bureau of Economic Research no outono de 1937 para auxiliar Simon Kuznets em seu trabalho sobre a renda profissional. Esse trabalho resultou na publicação conjunta de Incomes from Independent Professional Practice, que introduziu os conceitos de renda permanente e transitória, um componente importante da hipótese de renda permanente que Friedman elaborou com mais detalhes na década de 1950. O livro levanta a hipótese de que o licenciamento profissional restringe artificialmente a oferta de serviços e aumenta os preços. Incomes from Independent Professional Practice foi um livro relativamente controverso na comunidade econômica, por causa da hipótese de que as barreiras à entrada, que eram exercidas pela Associação Médica Americana, levavam a salários médios mais altos para médicos quando comparados a outros profissionais. As barreiras à entrada são um custo fixo, que devem ser incluídos a despeito de outros fatores como a experiência de trabalho ou outros fatores de capital humano.
Em 1940, Friedman foi nomeado professor assistente de economia na Universidade de Wisconsin-Madison, mas o antissemitismo do departamento de Economia o levou a retornar ao serviço público. De 1941 a 1943, Friedman trabalhou na política tributária de guerra para o governo federal, como consultor de altos funcionários do Departamento do Tesouro dos Estados Unidos. Como porta-voz do Tesouro em 1942, ele defendeu uma política keynesiana de tributação. Ele ajudou a inventar o sistema de retenção na fonte sobre a folha de pagamento, uma vez que o governo federal precisava de dinheiro para financiar a guerra. Mais tarde, disse: "Não peço desculpas por isso, mas realmente gostaria que não tivéssemos achado isso necessário e gostaria que houvesse alguma maneira de abolir a retenção agora." Nas memórias escritas em conjunto por Milton e Rose Friedman, ele escreveu: "Rose me repreendeu repetidamente ao longo dos anos sobre o papel que desempenhei em tornar possível o atual governo exageradamente grande que ambos criticamos tão fortemente."

## Carreira acadêmica

### Primeiros anos
Em 1940, Friedman aceitou um cargo na Universidade de Wisconsin-Madison, mas saiu devido a divergências com o corpo docente sobre o envolvimento dos Estados Unidos na Segunda Guerra Mundial. Friedman acreditava que os Estados Unidos deveriam entrar na guerra. Em 1943, Friedman juntou-se à Divisão de Pesquisa de Guerra da Universidade de Columbia (liderada por W. Allen Wallis e Harold Hotelling), onde passou o resto da Segunda Guerra Mundial trabalhando como estatístico matemático, concentrando-se em problemas de produção de armas, táticas militares e experimentos metalúrgicos.
Em 1945, Friedman submeteu Incomes from Independent Professional Practice (em coautoria com Kuznets e concluído em 1940) à Columbia como sua tese de doutorado. A universidade concedeu-lhe o título de doutor em 1946. Friedman passou o ano acadêmico de 1945-1946 lecionando na Universidade de Minnesota (onde seu amigo George Stigler trabalhava). Em 12 de fevereiro de 1945, nasceu seu único filho, David D. Friedman, que mais tarde seguiria os passos do pai como economista.

### Universidade de Chicago
Em 1946, Friedman aceitou uma oferta para ensinar teoria econômica na Universidade de Chicago (uma posição aberta pela saída de seu antigo professor Jacob Viner para a Universidade de Princeton). Friedman trabalharia lá pelos próximos 30 anos. Ele contribuiu para a formação de uma comunidade intelectual que incluiria diversos vencedores do Prêmio Nobel, conhecida coletivamente como a "escola de Chicago".
Na época, Arthur F. Burns, que era então chefe do National Bureau of Economic Research e, mais tarde, presidente do FED, pediu a Friedman que voltasse a integrar a equipe do Bureau. Ele aceitou o convite e assumiu a responsabilidade pela pesquisa sobre a função da moeda no ciclo de negócios. Como resultado, ele iniciou o "Workshop sobre Moeda e Bancos" (o "Workshop de Chicago"), que promoveu um renascimento dos estudos monetários. Durante a segunda metade da década de 1940, Friedman iniciou uma colaboração com Anna Schwartz, uma historiadora econômica do Bureau, que resultaria na publicação em 1963 do livro A Monetary History of the United States, 1867–1960.
Em 1951, Friedman recebeu a Medalha John Bates Clark, que na época era concedida a cada dois anos ao melhor economista com menos de 40 anos, pela American Economic Association. Seu trabalho mais influente ainda estava por vir.

### Universidade de Cambridge
Friedman passou o ano acadêmico de 1954-1955 como Fulbright Visiting Fellow no Gonville and Caius College, em Cambridge. Na época, o corpo docente de economia de Cambridge estava dividido em uma maioria keynesiana (incluindo Joan Robinson e Richard Kahn) e uma minoria anti-keynesiana (liderada por Dennis Robertson). Friedman especulou que fora convidado para a bolsa porque suas opiniões eram inaceitáveis para ambas as facções de Cambridge. Mais tarde, suas colunas semanais para a revista Newsweek (1966-1984) foram muito lidas e cada vez mais influentes entre políticos e empresários, e ajudaram a revista a ganhar o Prêmio Gerald Loeb em 1968. De 1968 a 1978, ele e Paul Samuelson participaram da Economics Cassette Series, uma série de assinaturas quinzenais onde o economista discutia as questões do dia por cerca de meia hora.

#### A Theory of the Consumption Function
Uma das obras mais populares de Milton Friedman, A Theory of the Consumption Function, questionou a visão keynesiana tradicional sobre os gastos das famílias. Este trabalho foi publicado originalmente em 1957 pela Princeton University Press e reanalisou a relação apresentada "entre o consumo agregado ou a poupança agregada e a renda agregada".
Keynes, acreditava que as pessoas modificariam as suas despesas de consumo doméstico para corresponder aos seus níveis de rendimento no momento. A pesquisa de Friedman introduziu o termo "renda permanente", que era a média da renda esperada de uma família ao longo de vários anos, e ele também desenvolveu a hipótese da renda permanente. Friedman pensava que a renda era composta por vários elementos, nomeadamente transitórios e permanentes. Ele estabeleceu a fórmula {\displaystyle y=y_{p}+y_{t}} para calcular a renda, com p representando o componente permanente e t representando o componente transitório. A pesquisa de Milton Friedman mudou a forma como os economistas interpretavam a função de consumo, e seu trabalho promoveu a ideia de que a renda corrente não era o único fator que afetava o nível de consumo das famílias. Em vez disso, os níveis de renda esperados também afetavam a forma como as famílias alterariam seus gastos de consumo. As contribuições de Friedman influenciaram fortemente as pesquisas sobre o comportamento do consumidor, e ele ainda definiu como prever a suavização do consumo, o que contradiz a propensão marginal a consumir de Keynes. Embora esse trabalho tenha apresentado muitas visões controversas, que diferiam das visões keynesianas existentes, A Theory of the Consumption Function ajudou Friedman a ganhar respeito no campo da economia. Seu trabalho sobre a hipótese da renda permanente está entre as muitas contribuições que foram listadas como razões para seu Prêmio Nobel em Ciências Econômicas. Seu trabalho foi posteriormente expandido por Christopher D. Carroll, especialmente no que diz respeito à ausência de restrições de liquidez.

#### Capitalism and Freedom
Seu livro Capitalism and Freedom, inspirado em uma série de palestras que deu no Wabash College, tornou-o conhecido nacional e internacionalmente fora do meio acadêmico. Foi publicado em 1962 pela University of Chicago Press e consiste em ensaios que usaram modelos econômicos não matemáticos para explorar questões de políticas públicas. Vendeu mais de 400 mil cópias nos primeiros dezoito anos e mais de meio milhão desde 1982. Capitalism and Freedom foi traduzido para dezoito línguas. Friedman fala sobre a necessidade de avançar para uma sociedade liberal, que os livres-mercados ajudariam nações e indivíduos a longo prazo e resolveriam os problemas de eficiência enfrentados pelos Estados Unidos e por outros países grandes nas décadas de 1950 e 1960. Em cada capítulo, ele analisa uma questão específica, desde o papel do governo e da oferta de moeda até programas de bem-estar social, incluindo um capítulo especial sobre licenciamento ocupacional. Friedman conclui Capitalism and Freedom com sua postura "liberal clássica" de que o governo deve ficar de fora de assuntos que não precisam dele e só deve se envolver quando for absolutamente necessário para a sobrevivência de seu povo e do país. Ele relata como as melhores capacidades de um país advêm dos seus livres-mercados, enquanto os seus fracassos advêm da intervenção governamental.

## Depois da aposentadoria
Em 1977, aos 65 anos, Friedman aposentou-se da Universidade de Chicago depois de lecionar lá por 30 anos. Ele e sua esposa mudaram-se para São Francisco, onde ele se tornou um professor visitante no Federal Reserve Bank de São Francisco. A partir de 1977, ele filiou-se à  Instituição Hoover da Universidade de Stanford.
Em 1977, Friedman foi convidado por Bob Chitester e pela Free to Choose Network para que criasse um programa de televisão apresentando a sua filosofia econômica e social. Friedman e sua esposa Rose trabalharam neste projeto pelos três anos seguintes e, em 1980, a série de dez partes, intitulada Free to Choose, foi transmitida pela Public Broadcasting Service (PBS). O livro, que acompanha a série, escrito por Milton e sua esposa, também intitulado Free to Choose, foi o livro de não ficção mais vendido de 1980.
Friedman trabalhou como assessor não oficial de Ronald Reagan durante sua campanha presidencial de 1980 e depois trabalhou na equipe econômica do Presidente pelo resto do governo Reagan. Ebenstein afirmou que Friedman foi “o ‘guru’ da administração Reagan”. Em 1988, ele recebeu a Medalha Nacional de Ciências e Reagan o homenageou com a Medalha Presidencial da Liberdade.
Friedman é conhecido hoje como um dos economistas mais influentes do século XX. Ao longo das décadas de 1980 e 1990, Friedman continuou a escrever editoriais e a aparecer na televisão. Ele fez várias visitas à Europa Oriental e à China, onde também aconselhou governos. Ele também foi por muitos anos um trustee da Philadelphia Society.

## Vida pessoal
Friedman teve dois filhos, David e Jan. Ele conheceu sua esposa, Rose Friedman (nascida Director), na Universidade de Chicago em 1932, e casou-se seis anos depois, em 1938. Rose, quando questionada sobre os sucessos de Friedman, disse que "nunca tive o desejo de competir profissionalmente com Milton (talvez porque eu fosse inteligente o suficiente para reconhecer que não poderia). Por outro lado, ele sempre fez com que eu sentisse que suas conquistas são minhas conquistas."
Durante a década de 1960, Friedman construiu (e posteriormente manteve) uma casa de campo em Fairlee, Vermont. Friedman também tinha um apartamento em Russian Hill, São Francisco, onde viveu de 1977 até sua morte.

### Visões religiosas
De acordo com um artigo de 2007 na revista Commentary, seus "pais eram judeus moderadamente observantes, mas Friedman, após uma intensa explosão de piedade na infância, rejeitou a religião completamente". Ele descreveu-se como agnóstico. Friedman escreveu extensivamente sobre sua vida e experiências, especialmente em 1998, em suas memórias com sua esposa, Rose, intituladas Two Lucky People. Neste livro, Rose Friedman descreve como ela e Milton criaram seus dois filhos, Janet e David, com uma árvore de Natal em casa. "Os judeus ortodoxos, é claro, não celebram o Natal. No entanto, minha mãe me permitiu, quando eu era criança, ter uma árvore de Natal em um ano em que meu amigo tinha uma; ela não apenas tolerou que tivéssemos uma árvore de Natal, como até pendurou pipocas nela."

### Morte
Friedman morreu de insuficiência cardíaca aos 94 anos em São Francisco no dia 16 de novembro de 2006. Ele ainda era um economista ativo, realizando pesquisas econômicas originais; sua última coluna foi publicada no The Wall Street Journal no dia seguinte à sua morte. Ele deixou sua esposa, Rose Friedman (que morreria em 18 de agosto de 2009), e seus dois filhos, David D. Friedman, conhecido por The Machinery of Freedom, bem como por seu particular anarcocapitalismo de uma perspectiva da escola de Chicago, e o advogado e jogador de bridge Jan Martel.

## Contribuições acadêmicas

### Economia
Friedman foi conhecido por reavivar o interesse na oferta de moeda como um determinante do valor nominal da produção, ou seja, a teoria quantitativa da moeda. Monetarismo é o conjunto de visões associadas à teoria quantitativa moderna. Suas origens podem ser rastreadas até a Escola de Salamanca do século XVI ou até mesmo antes; no entanto, a contribuição de Friedman é em grande parte responsável por sua popularização moderna. Ele defendeu que há uma associação estreita e estável entre inflação e oferta de moeda, mais especificamente que a inflação poderia ser evitada com regulamentação adequada da taxa de crescimento da base monetária. Ele usou a famosa analogia de "jogar dinheiro de um helicóptero", para evitar lidar com mecanismos de injeção de dinheiro e outros fatores que complicariam demais seus modelos.
Os argumentos de Friedman foram elaborados para refutar o conceito popular de inflação de custos, de que o aumento do nível geral de preços da época era resultado de aumentos no preço do petróleo ou de aumentos nos salários; como ele escreveu:
| “                  | A inflação é sempre e em qualquer lugar um fenômeno monetário. | ” |
| — Milton Friedman, |                                                                |   |

Friedman rejeitou o uso da política fiscal como uma ferramenta de controle da demanda; ele também acreditava que o papel do governo na orientação da economia deveria ser severamente restringido. Friedman escreveu extensivamente sobre a Grande Depressão e chamou o período de 1929-1933 de Grande Contração. Ele argumentou que a Depressão tinha sido causada por um choque financeiro comum e cuja duração e gravidade foram grandemente aumentadas pela subsequente contração da oferta de moeda feita pelas políticas equivocadas dos diretores do Federal Reserve. Essa teoria foi apresentada em A Monetary History of the United States, e o capítulo sobre a Grande Depressão foi então publicado como um livro independente intitulado The Great Contraction, 1929–1933. Ambos os livros ainda possuem edições da Princeton University Press, e algumas delas incluem como apêndice um discurso em um evento da Universidade de Chicago em homenagem a Friedman no qual Ben Bernanke fez esta declaração:
| “               | Deixe-me encerrar minha palestra abusando um pouco do meu status como representante oficial do Federal Reserve. Gostaria de dizer a Milton e Anna: Em relação à Grande Depressão, vocês estão certos. Nós a causamos. Lamentamos muito. Mas graças a vocês, não a causaremos novamente. | ” |
| — Ben Bernanke, | |   |

Friedman também defendeu a não intervenção governamental nos mercados de câmbio, o que resultou em uma enorme literatura sobre o assunto, além de promover a prática de taxas de câmbio flutuantes. Seu amigo próximo George Stigler explicou: "Como é costume na ciência, ele não obteve uma vitória total, em parte porque as pesquisas foram direcionaram para linhas diferentes pela teoria das expectativas racionais, uma abordagem mais recente desenvolvida por Robert Lucas, também da Universidade de Chicago." A relação entre Friedman e Lucas, ou a nova macroeconomia clássica como um todo, era altamente complexa. A curva de Phillips de Friedman foi um ponto de partida para Lucas, mas ele logo percebeu que a solução fornecida por Friedman não era totalmente satisfatória. Lucas elaborou uma nova abordagem na qual se presumia as expectativas racionais em vez das expectativas adaptativas de Friedman. Devido à essa reformulação, a história na qual a teoria da curva de Phillips nova clássica estava inserida mudou radicalmente. Essa modificação, no entanto, teve um efeito significativo na própria abordagem de Friedman; portanto, como resultado, a teoria da curva de Phillips de Friedman também mudou. Além disso, o adepto da nova economia clássica Neil Wallace, que foi aluno de pós-graduação na Universidade de Chicago entre 1960 e 1963, considerou que os cursos teóricos de Friedman eram confusos, destacando a relação tensa entre o monetarismo e as novas escolas clássicas.
Friedman também era conhecido por seu trabalho sobre a função consumo, a hipótese da renda permanente (1957), que o próprio Friedman considerou seu melhor trabalho científico. Este trabalho sustentou que os consumidores que maximizam a utilidade gastariam uma quantia proporcional ao que eles percebiam como sua renda permanente. Renda permanente refere-se a fatores como capital humano. Os ganhos inesperados iriam principalmente para a poupança devido à lei da utilidade marginal decrescente.
O ensaio de Friedman " A Metodologia da Economia Positiva " (1953) forneceu o padrão epistemológico para sua própria pesquisa subsequente e, até certo ponto, para a Escola de Chicago. Lá, ele argumentou que a economia, como ciência, deveria estar livre de julgamentos de valor para ser objetiva. Além disso, uma teoria econômica útil deve ser julgada não por seu realismo descritivo, mas por sua simplicidade e resultados como mecanismo de previsão. Ou seja, os alunos devem medir a precisão de suas previsões, em vez da "solidez de suas suposições". Seu argumento fazia parte de um debate em andamento entre estatísticos como Jerzy Neyman, Leonard Savage e Ronald Fisher.
Embora fosse um defensor do livre-mercado, Friedman acreditava que o governo tinha dois papéis cruciais. Em uma entrevista com Phil Donahue, Friedman argumentou que "as duas funções básicas de um governo são proteger a nação contra inimigos estrangeiros e proteger os cidadãos contra os seus semelhantes". Ele também admitiu que, embora a privatização da defesa nacional pudesse reduzir seus custos no geral, ainda não havia pensado em uma forma de tornar essa privatização possível.

### Rejeição e evolução subsequente da curva de Philips

Curva de Phillips de longo prazo (NAIRU)

Outras contribuições importantes incluem o conceito de taxa natural de desemprego (1968) e sua crítica à curva de Phillips. Essa crítica associou seu nome, juntamente com o de Edmund Phelps, à percepção de que um governo que provoca maior inflação não pode reduzir permanentemente o desemprego ao fazê-lo. O desemprego pode ser temporariamente menor, se a inflação for uma surpresa, mas, a longo prazo, o desemprego será determinado pelas fricções e pelas imperfeições do mercado de trabalho. Se as condições não forem satisfeitas e a inflação for esperada, os efeitos de “longo prazo” substituirão os efeitos de “curto prazo”.
Por meio da sua crítica, a curva de Philips evoluiu de um modelo rígido que enfatizava que a relação entre a inflação e o desemprego era absoluta, para um modelo que enfatiza as reduções do desemprego a curto prazo e as estagnações do emprego a longo prazo.
A Curva de Phillips revisada e atualizada de Friedman também mudou devido à ideia de expectativas racionais de Robert Lucas, substituindo as expectativas adaptativas usadas por Friedman.

### Estatística
Uma de suas contribuições mais famosas para a estatística é a amostragem sequencial. Friedman realizou trabalho estatístico na Divisão de Pesquisa de Guerra da Universidade de Columbia, onde ele e seus colegas desenvolveram a técnica. Tornou-se, nas palavras do The New Palgrave Dictionary of Economics, "a análise padrão de inspeção de controle de qualidade". O dicionário acrescenta: "Tal como muitas das contribuições de Friedman, em retrospectiva, parece especialmente simples e óbvio aplicar um controle de qualidade a ideias econômicas básicas; isso, no entanto, é uma medida de sua genialidade."

### Responsabilidade social corporativa
Friedman criticou a responsabilidade social corporativa, mais notoriamente em um artigo de opinião na revista New York Times em 1970. Friedman argumentou que as empresas frequentemente usavam alegações sobre responsabilidade social para aumentar salários e as descreveu como "disfarce hipócrita". Os gestores também estavam mal preparados para tomar decisões sobre causas sociais e esses gastos desviaram fundos que pertenciam aos acionistas. Friedman acreditava que apenas as corporações monopolistas poderiam fazer rotineiramente despesas altruístas com responsabilidade social, porque em um mercado competitivo tais custos prejudicariam o negócio.

## Posições de políticas públicas

### Federal Reserve e política monetária
Embora Friedman tenha concluído que o governo tem uma função no sistema monetário, ele criticou o Federal Reserve devido ao seu desempenho ruim e acreditava que deveria ser abolido. Ele se opôs às políticas do Federal Reserve, mesmo durante o chamado "choque Volcker", que foi rotulado de "monetarista". Friedman acreditava que o sistema do Federal Reserve deveria ser substituído por um programa de computador. Ele era a favor de um sistema que comprasse e vendesse títulos automaticamente em resposta a mudanças na oferta de moeda.
A proposta de aumentar constantemente a oferta de moeda a um determinado valor predeterminado a cada ano ficou conhecida como regra "k-percent" de Friedman. Existe um debate sobre a eficácia de um regime teórico de metas de oferta de moeda. A incapacidade da Fed em cumprir as suas metas de oferta de moeda entre 1978 e 1982 levou alguns a concluir que não se trata de uma alternativa viável às mais convencionais metas de inflação e metas de taxas de juros. Perto do fim de sua vida, Friedman expressou dúvidas sobre a validade de definir uma meta para a base monetária. Até hoje, a maioria dos países adotou a meta de inflação em vez da regra "k-percent".
Idealmente, Friedman, na verdade, preferia os princípios do plano de Chicago da década de 1930, que teria acabado com o sistema bancário de reserva fracionária e, portanto, com a criação privada de moeda. Isso forçaria os bancos a ter 100% de reservas para garantir os depósitos e, em vez disso, colocaria os poderes de criação de moeda exclusivamente nas mãos do governo americano. Isto tornaria possível as metas de crescimento monetário, uma vez que a moeda endógena criada pelos empréstimos de reserva fracionária deixaria de ser uma questão importante.
Friedman foi um grande defensor das taxas de câmbio flutuantes durante todo o período de Bretton-Woods (1944-1971). Ele argumentou que uma taxa de câmbio flutuante tornaria o ajuste externo possível e permitiria que os países evitassem crises de balanço de pagamentos. Ele via as taxas de câmbio fixas como uma forma indesejável de intervenção governamental. O argumento foi articulado em um influente artigo de 1953, "The Case for Flexible Exchange Rates", em um momento em que a maioria dos acadêmicos considerava a possibilidade de taxas de câmbio flutuantes como uma proposta política irrealista.

### Política externa

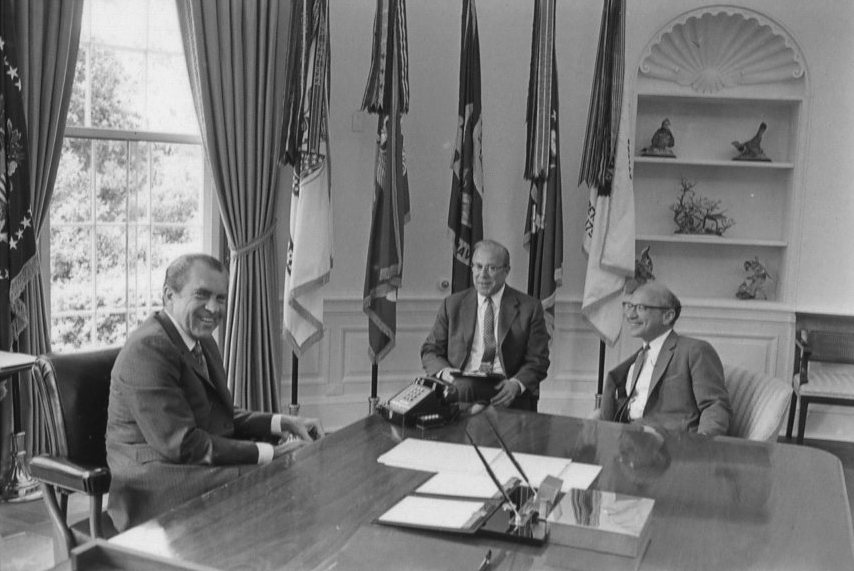
Friedman com Richard Nixon e George Shultz em 1971

Embora Walter Oi seja creditado por estabelecer o entendimento econômico para um exército voluntário, Friedman foi um defensor e foi creditado pelo fim do recrutamento obrigatório, afirmando que a conscrição era "inconsistente com uma sociedade livre".
Em Capitalism and Freedom, ele argumentou que o recrutamento obrigatório é injusto e arbitrário, impedindo os jovens de construírem as suas vidas como bem entenderem. Durante o governo Nixon, ele liderou o comitê para pesquisar uma conversão para uma força armada paga/voluntária. Friedman, no entanto, acreditava que a introdução de um sistema de treino militar universal como reserva em casos de guerra poderia ser justificada. Ele ainda se opôs à sua implementação na América, descrevendo-a como uma "monstruosidade".
O biógrafo Lanny Ebenstein notou uma mudança ao longo do tempo nas opiniões de Friedman, de uma política externa intervencionista para uma mais cautelosa. Ele apoiou o envolvimento da América na Segunda Guerra Mundial e inicialmente apoiou uma linha dura contra o comunismo, mas moderou-se com o tempo. No entanto, Friedman declarou em uma entrevista de 1995 que era um anti-intervencionista. Ele se opôs à Guerra do Golfo e à Guerra do Iraque. Em uma entrevista na primavera de 2006, Friedman disse que a posição da América no mundo havia sido enfraquecida pela Guerra do Iraque, mas que poderia melhorar se o país se tornasse um pacífico e independente.

### Libertarianismo e o Partido Republicano

Friedman recebendo a Medalha Presidencial da Liberdade de Ronald Reagan em 1988

Friedman foi consultor econômico e redator de discursos na fracassada campanha presidencial de Barry Goldwater em 1964. Ele foi conselheiro do governador da Califórnia Ronald Reagan e participou ativamente das campanhas presidenciais de Reagan. Ele atuou como membro do Conselho Consultivo de Política Econômica do Presidente Reagan a partir de 1981. Em 1988, recebeu a Medalha Presidencial da Liberdade e a Medalha Nacional da Ciência.
Em uma entrevista de 1995 para a revista Reason, Friedman criticou Murray Rothbard e Ayn Rand como "criadores de cultos" e "dogmáticos", citando isso como justificativa para não se filiar ao Partido Libertário americano. Friedman afirmou que era membro do Partido Republicano, "não porque eles tenham princípios, mas porque é assim que sou mais útil e tenho mais influência". Ele descreveu sua filosofia como "claramente libertária", embora se distanciasse do libertarianismo de "governo zero", que ele chamou de "inviável", citando a falta de exemplos históricos de sucesso dessa filosofia.  Friedman participou da Conferência sobre o Futuro da Liberdade, uma reunião para libertários, em 1990.

### Intervenção governamental na economia
Em um ensaio de 1962 que se baseia em argumentos feitos por A.V. Dicey, Friedman argumentou que uma "sociedade livre" constituiria um equilíbrio desejável, mas instável, devido a uma assimetria entre os benefícios visíveis e os danos ocultos da intervenção governamental; ele usa tarifas como um exemplo de uma política que traz benefícios financeiros percebíveis para um grupo visível, mas causa danos piores a um grupo difuso de trabalhadores e consumidores.

Friedman apoiava o fornecimento estatal de alguns bens públicos que as empresas privadas não eram consideradas capazes de fornecer. No entanto, ele argumentou que muitos dos serviços prestados pelo governo poderiam ser melhor executados pelo setor privado. Acima de tudo, se alguns bens públicos são fornecidos pelo Estado, ele acreditava que eles não deveriam ser um monopólio legal onde a concorrência privada é proibida; por exemplo, ele escreveu:
| “                  | Não há como justificar o atual monopólio público dos correios. Pode-se argumentar que o transporte de correspondência é um monopólio técnico e que um monopólio governamental é o menor dos males. Nessa linha de raciocínio, talvez se possa justificar uma agência postal governamental, mas não a lei vigente, que torna ilegal que qualquer outra pessoa transporte correspondência. Se a entrega de correspondência é um monopólio técnico, ninguém mais conseguirá competir com o governo. Se não é, não há razão para que o governo esteja envolvido. A única maneira de descobrir é permitir que outras pessoas entrem livremente nesse mercado. | ” |
| — Milton Friedman, | |   |

Em 1962, Friedman criticou a previdência social em seu livro Capitalism and Freedom, argumentando que ela havia criado dependência de programas de bem-estar social. No entanto, no penúltimo capítulo do mesmo livro, Friedman argumentou que, embora o capitalismo tenha reduzido grandemente a extensão da pobreza em termos absolutos, "a pobreza é, em parte, uma questão relativa, [e] mesmo em países [ocidentais ricos], há claramente muitas pessoas vivendo em condições que o resto de nós rotula como pobreza". Friedman também observou que, embora a caridade privada pudesse ser um recurso para aliviar a pobreza e citou a Grã-Bretanha e os Estados Unidos do final do século XIX como períodos exemplares de extensa caridade privada e atividade beneficente, ele colocou o seguinte ponto:
| “                 | Pode-se argumentar que a caridade privada é insuficiente porque os benefícios dela se acumulam para pessoas diferentes das que fazem as doações – ... um efeito de vizinhança. Eu me angustio ao ver a pobreza; sou beneficiado por sua redução; mas sou beneficiado igualmente, quer eu ou outra pessoa pague para aliviá-la; portanto, os benefícios da caridade de outras pessoas também se acumulam em parte para mim. Em outras palavras, talvez todos nós estivéssemos dispostos a contribuir para o alívio da pobreza, desde que todos os outros também o fizessem. Talvez não estivéssemos dispostos a contribuir o mesmo valor sem essa garantia. Em comunidades pequenas, a pressão pública pode ser suficiente para realizar essa condição, mesmo com caridade privada. Nas grandes comunidades impessoais, que cada vez mais dominam nossa sociedade, é muito mais difícil que isso aconteça. Suponha que se aceite, como eu aceito, essa linha de raciocínio para justificar uma ação governamental para aliviar a pobreza; para estabelecer, por assim dizer, um piso sob o padrão de vida de cada pessoa na comunidade. [Embora existam questões sobre quanto deve ser gasto e como,] o arranjo que se recomenda com base em critérios puramente mecânicos é um imposto de renda negativo. ... As vantagens desse arranjo são claras. Ele é direcionado especificamente ao problema da pobreza. Oferece ajuda na forma mais útil para o indivíduo, ou seja, dinheiro. É geral e poderia substituir a série de medidas especiais atualmente em vigor. Torna explícito o custo suportado pela sociedade. Opera fora do mercado. Como qualquer outra medida para aliviar a pobreza, reduz os incentivos para que os beneficiados ajudem a si mesmos, mas não elimina completamente esse incentivo, como faria um sistema de complementação de rendas até algum mínimo fixo. Um dólar adicional ganho sempre significa mais dinheiro disponível para gastos. | ” |
| — Milton Friedman | |   |

Friedman argumentou ainda que outras vantagens do imposto de renda negativo eram que poderia ser integrado diretamente no sistema fiscal, seria menos custoso e reduziria o trabalho administrativo da implementação de uma rede de segurança social. Friedman reiterou esses argumentos 18 anos mais tarde em Free to Choose, com a ressalva adicional de que tal reforma só seria satisfatória se substituísse o atual sistema de programas de assistência social em vez de aumentá-lo. Segundo o economista Robert H. Frank, escrevendo para o The New York Times, as opiniões de Friedman a esse respeito baseavam-se na crença de que, embora “as forças de mercado ... realizassem coisas maravilhosas", não podiam garantir uma distribuição de rendas que permitisse a todos os cidadãos satisfazer as necessidades econômicas básicas". Friedman também criticou os programas de renovação urbana nos Estados Unidos devido aos seus efeitos de discriminação racial e de regressão econômica.
Em 1979, Friedman expressou apoio aos impostos ambientais em geral em uma entrevista no The Phil Donahue Show, dizendo que "a melhor maneira [de lidar com a poluição] é impor um imposto sobre o custo dos poluentes emitidos por um carro e criar um incentivo para os fabricantes de automóveis e para os consumidores manterem os níveis de poluição baixos". Em Free to Choose, Friedman reiterou seu apoio aos impostos ambientais em comparação com o aumento da regulamentação ambiental, afirmando que "A preservação do meio ambiente e a prevenção da poluição indevida são problemas reais e são problemas em relação aos quais o governo tem um papel importante a desempenhar. [...] A maioria dos economistas concorda que uma maneira muito melhor de controlar a poluição do que o método atual de regulamentação específica e supervisão é introduzir disciplina de mercado ao impor taxas de efluentes".
No seu artigo de 1955 "The Role of Government in Education", Friedman propôs complementar as escolas geridas publicamente com escolas particulares financiadas publicamente por meio de um sistema de voucher escolar. Reformas semelhantes às propostas no artigo foram implementadas, por exemplo, no Chile em 1981 e na Suécia em 1992. Em 1996, Friedman, junto com sua esposa, fundou a Friedman Foundation for Educational Choice para defender a liberdade de escolha de escola e os vouchers. Em 2016, a fundação mudou seu nome para EdChoice para homenagear o desejo dos Friedmans de que o movimento de escolha educacional continuasse sem seus nomes associados a eles após suas mortes.
Michael Walker, do Fraser Institute, e Friedman organizaram uma série de conferências de 1986 a 1994. O objetivo era criar uma definição clara de liberdade econômica e um método para medi-la. Isso acabou resultando no primeiro relatório sobre liberdade econômica mundial, Economic Freedom in the World. Esse relatório anual fornece dados para vários estudos com revisão por pares e influencia políticas em várias nações.
Com outros dezasseis economistas renomados, opôs-se ao Copyright Term Extension Act e assinou um amicus curiae apresentado no caso Eldred v. Ashcroft. Friedman descreveu sua oposição, brincando, como algo "óbvio".
Friedman defendia uma proteção jurídica básica (constitucional) mais forte sobre os direitos e liberdades econômicas para promover maior crescimento e prosperidade industrial-comercial, e reforçar a democracia, a liberdade e o Estado de direito na sociedade. Friedman sugeriu contas de poupança médica, revogando isenções fiscais de assistência médica fornecida pelo empregador e franquias baseadas na renda como formas de reduzir os custos com assistência médica nos Estados Unidos. Friedman também argumentou que o envolvimento federal na saúde deveria ser restringido, com os governos estaduais e locais financiando os serviços para os pobres.

### Questões sociais
Friedman apoiou políticas libertárias, como a legalização das drogas e da prostituição. Durante 2005, Friedman e mais de 500 outros economistas promoveram discussões sobre os benefícios econômicos da legalização da maconha.
Friedman também era um defensor dos direitos LGBT. Ele nunca apoiou especificamente o casamento entre pessoas do mesmo sexo, mas disse: "Não acredito que deveria haver qualquer discriminação contra gays".
Friedman era a favor da imigração, dizendo que "a imigração legal e ilegal tem um impacto muito positivo na economia dos EUA". No entanto, ele sugeriu que os imigrantes não deveriam ter acesso ao sistema de assistência social. Friedman afirmou que a imigração do México tinha sido uma "coisa boa", em particular a imigração ilegal. Friedman argumentou que a imigração ilegal era uma bênção porque “ocupa empregos que a maioria dos residentes deste país não está disposta a aceitar, fornece aos empregadores trabalhadores de um tipo que eles não conseguem obter” e não utiliza assistência social. Em Free to Choose, Friedman escreveu:
| “                 | Nenhum obstáculo arbitrário deveria impedir as pessoas de alcançarem as posições para as quais seus talentos as qualificam e que seus valores as levam a buscar. Não é o nascimento, a nacionalidade, a cor, a religião, o sexo ou qualquer outra característica irrelevante que deve determinar as oportunidades que estão abertas a uma pessoa – apenas suas habilidades. | ” |
| — Milton Friedman | |   |

Friedman também argumentou que o estado de bem-estar social deve terminar antes da imigração, ou mais especificamente, antes que fronteiras sejam abertas, porque os imigrantes podem ter um incentivo para vir devido aos pagamentos de assistência social. O economista Bryan Caplan contestou esta afirmação, argumentando que a assistência social é geralmente distribuída não entre os imigrantes, mas sim entre os aposentados, por meio da previdência social (Social Security).
Friedman era contra moradias públicas, pois acreditava que elas também eram uma forma de assistência social. Ele acreditava que um dos principais argumentos dos políticos a favor da habitação pública é que as moradias comuns para pessoas de baixa renda eram muito caras devido a um alto custo imposto pelo corpo de bombeiros e pela polícia. Ele acreditava que isso apenas aumentaria os impostos e não beneficiaria as pessoas de baixa renda no longo prazo. Friedman era um defensor da assistência financeira direta em vez de moradia pública, acreditando que as pessoas estariam melhor dessa forma. Ele argumentou que os progressistas nunca concordariam com essa ideia porque não confiavam em seus próprios cidadãos. Friedman argumentou também que as habitações públicas estimulavam a delinquência juvenil.
Friedman era contra a estipulação de um salário mínimo; ele considerava como um caso resolvido, pois era possível perceber que ocorria exatamente o oposto do pretendido. As leis de salário mínimo aumentariam o desemprego e os empregadores não recontratariam os trabalhadores que já trabalhavam por salários menores. Isso deixaria as pessoas de baixa renda em uma situação pior, porque se tornariam vítimas do desemprego. Ele acreditava que essas ideias de novas leis de salário mínimo vinham das fábricas e sindicatos do Norte, em uma tentativa de reduzir a concorrência do Sul.

## Honrarias, reconhecimento e legado

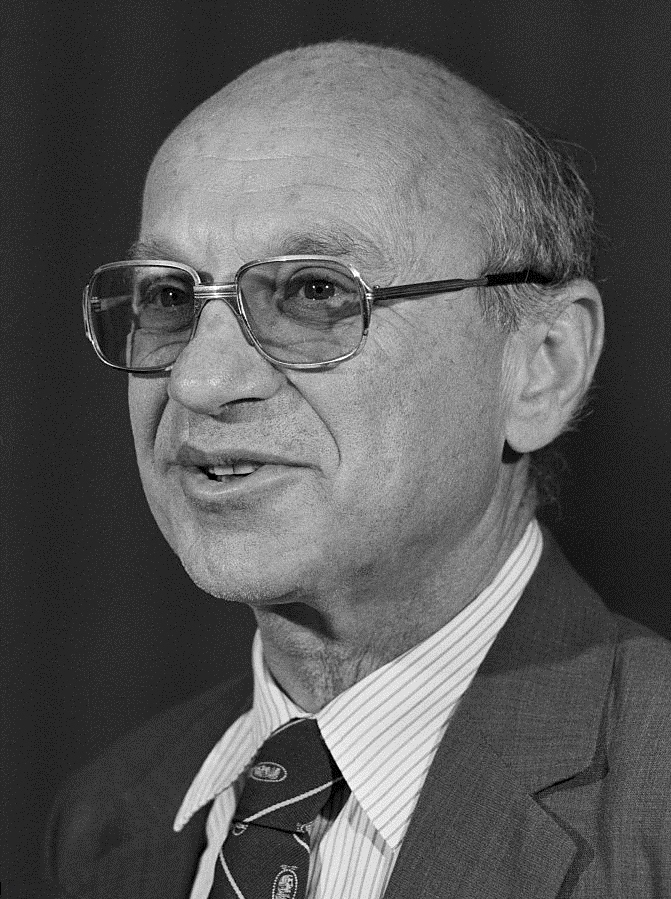
Friedman em 1976

George H. Nash, um importante historiador do conservadorismo americano, diz que "no final da década de 1960 ele era provavelmente o acadêmico conservador mais respeitado e influente do país, e um dos poucos com reputação internacional". Em 1971, Friedman recebeu o Prêmio Golden Plate da Academy of Achievement. Friedman permitiu que o libertário Cato Institute usasse seu nome para o Milton Friedman Prize for Advancing Liberty, concedido bienalmente, a partir de 2001. O Prêmio Friedman foi concedido ao falecido economista britânico Peter Bauer em 2002, ao economista peruano Hernando de Soto em 2004, a Mart Laar, ex-primeiro-ministro da Estônia em 2006 e ao jovem estudante venezuelano Yon Goicoechea em 2008. Sua esposa Rose, irmã de Aaron Director, com quem ele iniciou a Friedman Foundation for Educational Choice, serviu no comitê de seleção internacional.
Após a morte de Friedman, o presidente de Harvard, Lawrence Summers, chamou-o de "O Grande Libertador", dizendo que "qualquer democrata honesto admitirá que agora somos todos 'friedmanitas'". Ele disse que a grande contribuição popular de Friedman foi "convencer as pessoas da importância de permitir que os mercados livres atuem". Stephen Moore, membro do editorial do The Wall Street Journal, disse em 2013: "Citar o mais reverenciado defensor da economia de livre mercado desde Adam Smith tornou-se um pouco como citar a Bíblia". Ele acrescenta: "Às vezes, há interpretações múltiplas e conflitantes". Embora o economista pós-keynesiano J.K. Galbraith fosse um crítico proeminente de Friedman e de sua ideologia, ele constatou que "a era de John Maynard Keynes deu lugar à era de Milton Friedman".

### Prêmio Nobel de Ciências Econômicas de 1976
Friedman recebeu o Prêmio Nobel de Ciências Econômicas, o único laureado em 1976, "por suas realizações nas áreas de análise do consumo, história e teoria monetária e por sua demonstração da complexidade da política de estabilização". Sua nomeação foi controversa, principalmente por sua associação com o ditador militar Augusto Pinochet. Alguns economistas, como o economista institucional e ganhador do Prêmio Nobel de 1974, Gunnar Myrdal, criticaram Friedman e o próprio parceiro de Myrdal, ganhador do Prêmio Nobel de 1974, Friedrich Hayek, por serem reacionários. As críticas de Myrdal fizeram com que alguns economistas se opusessem ao próprio Prêmio Nobel de Economia.

### Hong Kong
Friedman disse: "Se você quer ver o capitalismo em ação, vá para Hong Kong." Ele escreveu, em 1990, que a economia de Hong Kong era talvez o melhor exemplo de uma economia de mercado livre.
Um mês antes de sua morte, ele escreveu "Hong Kong Wrong – What would Cowperthwaite say?" no The Wall Street Journal, criticando Donald Tsang, Chefe do Executivo de Hong Kong, por abandonar o "não intervencionismo positivo". Mais tarde, Tsang disse que estava apenas mudando o slogan para "grande mercado, pequeno governo", em que um governo pequeno é definido como menos de 20% do PIB. Em um debate entre Tsang e o seu rival Alan Leong antes das eleições para o Chefe do Executivo de Hong Kong em 2007, Leong levantou o tópico e acusou Tsang, de forma jocosa, de ter irritado Friedman causando-lhe a morte (Friedman tinha morrido apenas um ano antes).

### Chile
Em 1975, dois anos após o golpe militar que levou ao poder o ditador militar Augusto Pinochet e pôs fim ao governo de Salvador Allende, a economia do Chile passou por uma grave crise. Friedman e Arnold Harberger aceitaram um convite de uma fundação privada chilena para visitar o país e falar sobre os princípios da liberdade econômica. Ele passou sete dias no Chile dando uma série de palestras na Pontifícia Universidade Católica do Chile e na Universidade do Chile. Uma das palestras intitulava-se “The Fragility of Freedom” e, segundo Friedman, “abordava precisamente a ameaça à liberdade de um governo militar centralizado”.
Em uma carta a Pinochet de 21 de abril de 1975, Friedman considerou que os “principais problemas econômicos do Chile são claramente [...] a inflação e a promoção de uma economia social de mercado saudável". Ele afirmou que "Só há uma maneira de acabar com a inflação: reduzindo drasticamente a taxa de crescimento da quantidade de moeda" e que "cortar os gastos do governo é de longe a maneira mais desejável de reduzir o déficit fiscal, porque [...] fortalece o setor privado, lançando assim as bases para um crescimento econômico saudável ". Quanto à rapidez com que a inflação deveria acabar, Friedman sentiu que "para o Chile, onde a inflação está chegando aos 10-20% ao mês, [...] gradualismo não é viável. Envolveria uma operação tão dolorosa por um período tão longo que o paciente não sobreviveria." Escolher "um breve período com o desemprego mais alto" era o mal menor. e que “a experiência da Alemanha, [...] do Brasil [...], do ajuste pós-guerra nos EUA [...] todas indicam o tratamento de choque". Na carta, Friedman recomendou que a abordagem de choque fosse implementada com "um pacote para eliminar a surpresa e aliviar o sofrimento agudo" e "para ser mais claro, deixe-me esboçar o conteúdo de uma proposta de pacote [...] para ser recebido como ilustrativo", embora seu conhecimento do Chile fosse "muito limitado para permitir que [ele] fosse preciso ou abrangente". Ele listou uma "amostra de proposta" com oito medidas monetárias e fiscais, incluindo "a remoção de tantos obstáculos quanto possível que no momento atrapalham o mercado privado. Por exemplo, suspender [...] a lei atual contra a demissão de funcionários". Ele encerrou afirmando: "Um programa de choque como esse poderia acabar com a inflação em meses". A sua carta sugeria que cortar despesas para reduzir o déficit fiscal resultaria em menos desemprego transitório do que aumentar os impostos.
Sergio de Castro, um chileno formado na Escola de Chicago, tornou-se Ministro das Finanças do país em 1975. Durante seus seis anos de mandato, o investimento estrangeiro direto aumentou, foram impostas restrições às greves e aos sindicatos, e o PIB cresceu anualmente. Foi criado um programa de intercâmbio entre a Universidade Católica do Chile e a Universidade de Chicago. Muitos de seus ex-alunos da pós-graduação do curso de Economia da dessa universidade ocuparam importantes ministérios no governo Pinochet ou lecionaram sua doutrina econômica em outras instituições de ensino superior, enquanto outros, como André Gunder Frank, criticaram-no do início ao fim. Os primeiros ficaram conhecidos como Chicago Boys.
Friedman defendeu sua atividade no Chile alegando que, em sua opinião, a adoção de políticas de livre-mercado não apenas melhorou a situação econômica do Chile, mas também contribuiu para a melhoria do governo de Pinochet e para a eventual transição para um governo democrático em 1990. Essa ideia está incluída em Capitalism and Freedom, no qual ele declarou que a liberdade econômica não é apenas desejável em si mesma, mas também é uma condição necessária para a liberdade política. Em seu documentário de 1980, Free to Choose, ele disse o seguinte: "O Chile não é um sistema politicamente livre, e eu não apoio o seu sistema. Mas as pessoas lá são mais livres do que as pessoas nas sociedades comunistas, porque o governo desempenha um papel menor. [...] As condições do povo nos últimos anos têm melhorado e não piorado. Seria ainda melhor livrar-se da junta e poder ter um sistema democrático livre." Em 1984, Friedman declarou que "nunca se absteve de criticar o sistema político no Chile". Em 1991, ele disse: "Não tenho nada de bom a dizer sobre o regime político que Pinochet impôs. Foi um regime político terrível. O verdadeiro milagre do Chile não é o quão bem ele se saiu economicamente; o verdadeiro milagre do Chile é que uma junta militar estava disposta a ir contra seus princípios e apoiar um regime de livre-mercado projetado por aqueles que por princípio acreditam em um livre-mercado. ... No Chile, o impulso pela liberdade política, que foi gerado pela liberdade econômica e o sucesso econômico resultante, em última instância levou a um referendo que introduziu a democracia política. Agora, finalmente, o Chile tem todas as três coisas: liberdade política, liberdade humana e liberdade econômica. O Chile continuará a ser um experimento interessante para ver se ele pode manter todas as três ou se, agora que tem liberdade política, essa liberdade política tenderá a ser usada para destruir ou reduzir a liberdade econômica." Ele enfatizou que as palestras que deu no Chile foram as mesmas palestras que ele deu mais tarde na China e em outros estados socialistas. Ele afirmou ainda: "Não considero malévolo que um economista preste aconselhamento técnico econômico ao governo chileno, tal como não consideraria malévolo que um médico desse aconselhamento técnico médico ao governo chileno para ajudar a acabar com uma praga".
Durante o documentário da PBS de 2000, The Commanding Heights (baseado no livro do mesmo nome), Friedman continuou a argumentar que "os livres-mercados prejudicariam a centralização política e o controle político [de Pinochet]", e que as críticas sobre seu papel no Chile ignoraram sua principal afirmação de que mercados mais livres resultam em pessoas mais livres e que a economia não livre do Chile havia causado a ascensão de Pinochet. Friedman defendeu que os livres-mercados minaram a “centralização política e o controle político”.
Por causa de seu envolvimento com o governo do Chile, que era uma ditadura na época de sua visita, houve protestos internacionais, da Suécia à América, quando Friedman recebeu o Prêmio Nobel em 1976. Friedman foi acusado de apoiar a ditadura militar no Chile por causa da relação dos economistas da Universidade de Chicago com Pinochet e da viagem de sete dias que fez ao Chile em março de 1975 (menos de dois anos após o golpe que terminou com a morte do presidente Salvador Allende). Friedman respondeu que nunca foi conselheiro da ditadura, mas apenas deu algumas palestras e seminários sobre inflação e se encontrou com autoridades, incluindo Augusto Pinochet, enquanto estava no Chile.

### Islândia
Friedman visitou a Islândia no outono de 1984, encontrou-se com islandeses importantes e deu uma palestra na Universidade da Islândia sobre a "tirania do status quo". Ele participou de um debate televisivo em 31 de agosto de 1984, com intelectuais socialistas, incluindo Ólafur Ragnar Grímsson, que mais tarde se tornou presidente da Islândia. Quando eles reclamaram que uma taxa era cobrada para assistir às suas palestras na universidade e que, até então, as palestras dos acadêmicos visitantes eram gratuitas, Friedman respondeu que as palestras anteriores não eram gratuitas no sentido significativo: as palestras sempre têm custos relacionados. O que importava era se seria os participantes ou os não participantes que cobririam esses custos. Friedman achou que seria mais justo que apenas aqueles que compareceram pagassem. Nessa discussão, Friedman também afirmou que não recebeu nenhum dinheiro pela apresentação daquela palestra.

### Estônia
Embora Friedman nunca tenha visitado a Estônia, seu livro Free to Choose influenciou o primeiro-ministro estoniano, Mart Laar, que tinha 32 anos e afirmou que esse foi o único livro sobre economia que ele havia lido antes de assumir o cargo. As reformas de Laar são frequentemente creditadas como responsáveis pela transformação da Estônia de uma república soviética empobrecida ao "tigre Báltico". Um elemento fundamental do programa de Laar foi a introdução do imposto fixo. Laar ganhou o Prêmio Milton Friedman de 2006 para o Avanço da Liberdade, concedido pelo Cato Institute.

### Reino Unido
Depois de 1950, Friedman foi frequentemente convidado para dar palestras na Grã-Bretanha; na década de 1970, suas ideias ganharam ampla atenção nos círculos conservadores. Por exemplo, ele era um palestrante regular no Institute of Economic Affairs (IEA), um think tank libertário. A política conservadora Margaret Thatcher acompanhou de perto os programas e ideias da IEA e conheceu Friedman lá em 1978. Ele também influenciou fortemente Keith Joseph, que se tornou o conselheiro sênior de Thatcher para assuntos econômicos, assim como Alan Walters e Patrick Minford, outros dois conselheiros importantes. Grandes jornais, incluindo o Daily Telegraph, The Times e The Financial Times, divulgaram as ideias monetaristas de Friedman aos tomadores de decisões britânicos. As ideias de Friedman influenciaram fortemente Thatcher e os seus aliados quando ela se tornou primeira-ministra em 1979. Galbraith criticou fortemente a "viabilidade da fórmula de Friedman" para a qual, ele disse: "a Grã-Bretanha ofereceu-se para ser a cobaia".

### Estados Unidos
Após sua morte, vários obituários e artigos foram escritos em homenagem a Friedman, citando-o como um dos economistas mais importantes e influentes do pós-guerra. O legado, às vezes controverso, de Milton Friedman na América continua forte dentro do movimento conservador. No entanto, alguns jornalistas e economistas, como Noah Smith e Scott Sumner, argumentaram que o legado acadêmico de Friedman foi enterrado sob a sua filosofia política e interpretado equivocadamente por conservadores modernos.

### Críticas de obras publicadas
A teoria da oferta monetária exógena de Friedman foi criticada pelo economista britânico pós-keynesiano Nicholas Kaldor na década de 1970. Enquanto Friedman e os economistas monetaristas alegavam que a oferta de moeda era criada exogenamente por um banco central, Kaldor alegava que o dinheiro era criado por bancos comerciais por meio da distribuição de créditos para famílias e empresas. Na estrutura pós-keynesiana, os bancos centrais simplesmente refinanciam bancos comerciais sob demanda, mas não estão no centro da criação monetária. Milton Friedman e Nicholas Kaldor estiveram envolvidos em debates em 1969-70, no qual o economista monetarista se saiu melhor. Em 1982, Kaldor publicou um livro intitulado The Scourge of Monetarism, criticando profundamente as políticas de inspiração monetarista.
O econometrista David Hendry criticou parte de Monetary Trends de Friedman e Anna Schwartz de 1982. Quando questionado sobre isso durante uma entrevista à TV islandesa em 1984, Friedman disse que a crítica se referia a um problema diferente daquele que ele e Schwartz tinham abordado e, portanto, era irrelevante, e destacou a falta de revisão por pares entre os econometristas do trabalho de Hendry. Em 2006, Hendry disse que Friedman era culpado de "erros graves" de mal-entendidos que significavam que "os t-ratios que ele relatou para a demanda de moeda do Reino Unido foram exagerados em quase 100%", e disse que, em um artigo publicado em 1991 com Neil Ericsson, ele havia refutado "quase todas as alegações empíricas [...] feitas sobre a demanda de moeda do Reino Unido" por Friedman e Schwartz. Um artigo de 2004 atualizou e confirmou a validade das descobertas de Hendry-Ericsson até 2000. Alguns comentadores acreditam que Friedman não estava suficientemente aberto, na sua opinião, à possibilidade de ineficiências de mercado. O economista Noah Smith argumenta que, embora Friedman tenha feito muitas contribuições importantes para a teoria econômica, nem todas as suas ideias relacionadas com a macroeconomia se mantiveram totalmente ao longo dos anos e que muito poucas pessoas estão dispostas a desafiá-las.
O cientista político CB Macpherson discordou da avaliação histórica de Friedman de que a liberdade econômica leva à liberdade política, sugerindo que a liberdade política na verdade deu lugar à liberdade econômica para as elites proprietárias. Ele também questionou a noção de que os mercados alocavam recursos de forma eficiente e rejeitou a definição de liberdade de Friedman. A abordagem metodológica positivista de Friedman para economia também foi criticada e debatida. O economista finlandês Uskali Mäki argumentou que algumas das suas suposições eram irrealistas e vagas.
Friedman foi criticado por alguns economistas famosos da Escola Austríaca, incluindo Murray Rothbard e Walter Block  Block chamou Friedman de "socialista" e criticou seu apoio a um sistema bancário central, dizendo "Em primeiro lugar, esse economista apoiou o Sistema de Reserva Federal durante toda a sua vida profissional. Essa organização, é claro, não possui o estoque de moeda, mas o controla. Friedman odiava inveteradamente o padrão-ouro, denegrindo seus defensores como 'insetos do ouro'." Rothbard criticou a conclusão de Friedman de que a Grande Depressão aconteceu como resultado de uma espiral deflacionária, argumentando que isso é inconsistente com os dados, embora durante o período descrito por Friedman como "A Grande Contração", a oferta de moeda tenha de fato diminuído ano a ano em mais de 10 pontos percentuais.
Embora o livro tenha sido descrito pelo Cato Institute como um dos maiores livros de economia do século XX, e A Monetary History of the United States seja amplamente considerado um dos livros de economia mais influentes já feitos, ele sofreu críticas por sua conclusão de que o FED foi o culpado pela Grande Depressão. Alguns economistas, incluindo o famoso crítico de Friedman, Peter Temin, questionaram se níveis de quantidade monetária eram ou não endógenos, em vez de determinados exogenamente, como postula A Monetary History of the United States. O economista vencedor do prémio Nobel Paul Krugman argumentou que a recessão de 2008 provou que, durante uma recessão, um banco central não pode controlar moeda em sentido lato (M3, tal como definida pela OCDE) e, mesmo que o pudesse, a oferta de moeda não teria uma relação direta ou comprovada com o PIB. Segundo Krugman, isso era verdade na década de 1930, e a afirmação de que o FED poderia ter evitado a Grande Depressão reagindo ao que Friedman chamou de "A Grande Contração" é "altamente duvidosa".
James Tobin questionou a importância da velocidade da moeda e quão informativa esta medida da frequência das transações é para a compreensão das várias flutuações observadas em A Monetary History of the United States. O historiador econômico Barry Eichengreen argumentou que, por causa do padrão-ouro, que era naquela época o principal sistema monetário do mundo, as mãos do FED estavam atadas. Isso porque, para manter a credibilidade do padrão-ouro, o FED não podia tomar medidas como a expansão drástica da oferta de moeda, como proposto por Friedman e Schwartz.

## Obras selecionadas
- A Theory of the Consumption Function (1957) ISBN 1614278121;
- A Program for Monetary Stability (Fordham University Press, 1960) 110 pp. versão online Arquivado em 2011-11-01 no Wayback Machine ISBN 0823203719;
- Capitalism and Freedom (1962), série de ensaios altamente influentes que estabeleceram as posições de Friedman sobre diversas políticas públicas;
- A Monetary History of the United States, 1867–1960, com Anna J. Schwartz, 1963;
- "The Role of Monetary Policy", American Economic Review, Vol. 58, No. 1 (Mar. 1968), pp. 1–17 JSTOR
- "Inflation and Unemployment: Nobel Lecture", 1977, Journal of Political Economy. Vol. 85, pp. 451–472. JSTOR
- Free to Choose: A Personal Statement, com Rose Friedman, (1980), sobre políticas públicas
- The Essence of Friedman, ensaios editados por Kurt R. Leube, (1987) (ISBN 0817986626)
- Two Lucky People: Memoirs (com Rose Friedman) ISBN 0226264149 (1998)
- Milton Friedman on Economics: Selected Papers by Milton Friedman, editado por Gary S. Becker (2008)